# Panthera tigris trinilensis
La tigre di Trinil (Panthera tigris trinilensis) fu una sottospecie di tigre, ritrovata sotto forma di fossile, risalente a 1,2 milioni di anni fa.
Sono stati trovati dei fossili nella località di Trinil (Giava), in Indonesia. Questi fossili sono oggi conservati nella Collezione Dubois del Museo nazionale di storia naturale di Leida, nei Paesi Bassi. Anche se questi fossili sono stati trovati a Giava, La Tigre di Trinil probabilmente non è un diretto antenato della tigre di Giava.
Probabilmente si estinse circa cinquantamila anni fa.